# لوسیندیل، استرالیای جنوبی
لوسیندیل (به انگلیسی: Lucindale) یک شهرک در استرالیا است که در استرالیای جنوبی واقع شده‌است.